# خورخي كاستانيدا غوتمان
خورخي كاستانيدا غوتمان هو أستاذ جامعي واقتصادي ودبلوماسي وسياسي مكسيكي، ولد في 24 مايو 1953 في مدينة مكسيكو في المكسيك. انتخب وزير الخارجية ‏ (1 ديسمبر 2000 – 10 يناير 2003).